# Antonino Merciai
Antonino Merciai OP (ur. w marcu 1811 w Bibbienie, zm. 22 października 1850) – włoski duchowny rzymskokatolicki, dominikanin, arcybiskup, dyplomata papieski.

## Biografia
11 grudnia 1848 papież Pius IX mianował go delegatem apostolskim w Mezopotamii, Kurdystanie i Armenii Mniejszej oraz arcybiskupem in partibus infidelium theodosiopolitańskim. 28 stycznia 1849 w kościele Ducha Świętego w Sienie przyjął sakrę biskupią z rąk arcybiskupa Sieny Giuseppe Manciniego.
Urząd delegata apostolskiego w Mezopotamii, Kurdystanie i Armenii Mniejszej pełnił do śmierci 22 października 1850.